# Dana Kunze
Dana Kunze (* 27. Januar 1961 in Minneapolis) ist ein US-amerikanischer Wasserspringer. Er hält den Weltrekord für den höchsten Kunstsprung. 

## Leben
Kunze begann seine professionelle Karriere 1974 im Alter von 13 Jahren. In seiner Heimatstadt Minneapolis sprang er von Brücken aus bis zu 25 Meter Höhe in den Mississippi. Er gewann seine erste Weltmeisterschaft 1977 und konnte diesen Titel sieben Jahre lang hintereinander verteidigen. 1983 sprang Kunze aus 52,40 Meter von einer abgespannten Leiter in ein Becken des Freizeitparks SeaWorld in San Diego. Dieser Sprung, bei dem Kunze unverletzt blieb, gilt als Meilenstein des high diving.
Heute betreibt Kunze seine eigene Show. 